# Gérard Géorgin
Gérard Géorgin, né le 11 septembre 1940 à Corny-sur-Moselle (Moselle), est un footballeur français. Il évolue durant sa carrière au poste de milieu et d'attaquant, principalement au FC Nantes et à l'AC Ajaccio.

## Biographie
Gérard Géorgin naît le 11 septembre 1940 à Corny-sur-Moselle (Moselle) de parents lorrains fuyant l'annexion allemande de leur région. Sitôt la guerre terminée, la famille retourne dans sa région d'origine[réf. nécessaire]. 
Gérard Géorgin rejoint alors les rangs de l'UL Moyeuvre-Grande. Avec ce club, il parvient jusqu'en CFA, meilleur niveau amateur de l'époque. Il s'engage à l'été 1964 dans les rangs de l'AS Mutzig, avec qui il finit en tête du groupe Est de CFA, dès sa première saison. Il est ainsi repéré par le FC Nantes (Division 1), qui le fait signer en 1965. 
Gérard Géorgin ne prend part qu'à douze rencontres lors de ses deux premières années sur les bords de la Loire, ce qui ne l'empêche pas d'inscrire cinq buts et de contribuer ainsi en 1966 au titre de champion de France des Canaris. Il dispute avec les Canaris un match en Coupe d'Europe des clubs champions face au Celtic Glasgow, inscrivant un but à cette occasion. Sa troisième saison à Nantes lui donne davantage de temps de jeu, avec vingt-quatre matchs disputés, toutes compétitions confondues. 
Il est néanmoins transféré à l'AC Ajaccio en 1968. Il joue au total 102 matches de Division 1 avec les Corses en trois ans, inscrivant onze buts en championnat. 
Il rejoint en 1971 le Stade morlaisien. Considéré comme le meilleur joueur qu'ait connu Morlaix, il prend par la suite les rênes de l'équipe première, tout en exerçant la profession de moniteur d'auto-école.[réf. nécessaire]

## Carrière
- 1962-1964 :  UL Moyeuvre-Grande
- 1964-1965 :  AS Mutzig
- 1965-1968 :  FC Nantes
- 1968-1971 :  AC Ajaccio
- 1971-1972 :  Stade morlaisien[2]

## Palmarès
Il est vainqueur de la DH Lorraine en 1963 avec l'UL Moyeuvre-Grande. Il est champion du Groupe Est de CFA en 1965 avec l'AS Mutzig.
Cependant, c'est avec le FC Nantes qu'il gagne la plupart de ses titres en étant Champion de France en 1966, vice-champion de France en 1967 et remportant le Challenge des champions en 1965. Il est également co-vainqueur des Jeux méditerranéens en 1967 avec l'équipe de France amateur à égalité avec l'Italie.
Il est sélectionné en équipe de France amateurs à plusieurs reprises:
- 16 mai 1965 (Angleterre, amical)
- 20 mars 1966 (RFA, amical, 1 but)
- 3 avril 1966 (Italie, qualifications pour la Coupe amateur de l'UEFA)
- 19 mai 1966 (Espagne, amical)
- 18 septembre 1966 (Islande, amical)
- 10 novembre 1966 (Espagne, qualifications pour la Coupe amateur de l'UEFA, 1 but)
- 12 septembre 1967 (Italie, Jeux méditerranéens, 1 but)
- 15 octobre 1967 (Finlande, qualifications pour les Jeux olympiques)
- 29 octobre 1967 (Finlande, qualifications pour les Jeux olympiques)